# Baldur's Gate
Pour le premier jeu éponyme de la franchise, voir Baldur's Gate (jeu vidéo).
 (février 2025).
Si vous disposez d'ouvrages ou d'articles de référence ou si vous connaissez des sites web de qualité traitant du thème abordé ici, merci de compléter l'article en donnant les références utiles à sa vérifiabilité et en les liant à la section « Notes et références ».
Baldur's Gate est une série de jeux vidéo de rôle en deux dimensions débutée en 1998 se déroulant dans l'univers des décors de campagne des Royaumes oubliés du jeu de rôle Donjons et Dragons. La série principale connait trois opus possédant des extensions, Baldur's Gate et Tales of the Sword Coast en 1998 et 1999, Baldur's Gate II: Shadows of Amn et Throne of Bhaal en 2000 et 2001, ainsi que Baldur's Gate III sorti en 2023. Cette série connue sous le nom de Bhaalspawn Saga, a donné naissance à une série dérivée appelée Dark Alliance, composée de Baldur's Gate: Dark Alliance en 2001, Baldur's Gate: Dark Alliance II en 2004.
Les deux premiers jeux de la série principale sont développés par BioWare sur PC, alors que le troisième opus est conçu par Larian Studios sur PC, Xbox Series et PlayStation 5. Les jeux Dark Alliance paraissent sur consoles de jeux vidéo. Le premier jeu est au départ développé par Snowblind Studios, mais les portages sont réalisés par Black Isle Studios, High Voltage Software et Magic Pockets, le deuxième jeu étant développé par Black Isle. 
Les jeux de la série connaissent plusieurs remakes. Baldur's Gate: Enhanced Edition sort en 2012 et Baldur's Gate II: Enhanced Edition en 2013. Ces versions sont développées par Overhaul Games. La première de ces rééditions connait une extension intitulée Baldur's Gate: Siege of Dragonspear publié en 2016 et conçue par Beamdog.
La série principale comme la série dérivée connaissent un succès critique et commercial.

## Ludothèque
| 1998 | Baldur's Gate                           |
| 1999 | Baldur's Gate: Tales of the Sword Coast |
| 2000 | Baldur's Gate II: Shadows of Amn        |
| 2001 | Baldur's Gate II: Throne of Bhaal       |
| 2001 | Baldur's Gate: Dark Alliance            |
| 2002 |                                         |
| 2003 |                                         |
| 2004 | Baldur's Gate: Dark Alliance II         |
| 2005 |                                         |
| 2006 |                                         |
| 2007 |                                         |
| 2008 |                                         |
| 2009 |                                         |
| 2010 |                                         |
| 2011 |                                         |
| 2012 | Baldur's Gate: Enhanced Edition         |
| 2013 | Baldur's Gate II: Enhanced Edition      |
| 2014 |                                         |
| 2015 |                                         |
| 2016 | Baldur's Gate: Siege of Dragonspear     |
| 2017 |                                         |
| 2018 |                                         |
| 2019 |                                         |
| 2020 |                                         |
| 2021 |                                         |
| 2022 |                                         |
| 2023 | Baldur's Gate III                       |

- Série principale
- Extension
- Série dérivée : Dark Alliance
- Remake
- À venir

### Série principale

#### Baldur's Gate
Baldur's Gate est un jeu vidéo de rôle développé par BioWare et publié par Black Isle Studios en novembre 1998 en Amérique du Nord et en janvier 1999 en Europe. Il se déroule dans l'univers de fiction médiéval-fantastique des Royaumes oubliés, un décor de campagne du jeu de rôle Donjons et Dragons. Le scénario du jeu se déroule principalement sur la côte ouest du sous-continent de Féérune, baptisée la Côte des Épées, au nord de laquelle se trouve la cité de la Porte de Baldur. Son système de jeu est fondé sur la deuxième édition de l'AD&D, le joueur contrôlant un groupe qui peut accueillir jusqu'à six personnages. Il utilise le moteur de jeu Infinity Engine créé pour l'occasion et plus tard utilisé dans d'autres jeux publiés par Black Isle comme Baldur's Gate II, Planescape: Torment et Icewind Dale. À sa sortie, le jeu est acclamé par la presse spécialisée et il connaît un important succès commercial. Il est aujourd'hui reconnu comme un jeu culte ayant fortement marqué le genre RPG.
Le jeu bénéficie d'une extension en 1999, baptisée Tales of the Sword Coast et développée par BioWare. Le jeu a également bénéficié d'une suite, baptisée Shadows of Amn et publiée en 2000. L'extension de cette dernière, Throne of Bhaal, marque la fin de la saga racontée dans les deux jeux et leurs extensions. Une version améliorée du jeu, baptisée Baldur's Gate: Enhanced Edition, a également été publiée en 2012. Une extension est sortie en 2016, baptisée Siege of Dragonspear et développée par Beamdog.

#### Baldur's GateII
Baldur's Gate II: Shadows of Amn est un jeu vidéo de rôle développé par BioWare et publié par Black Isle Studios en septembre 2000. Comme son prédécesseur, il se déroule dans l'univers de fiction médiéval-fantastique des Royaumes oubliés, un décor de campagne du jeu de rôle Donjons et Dragons. L'histoire fait suite à celle de Baldur's Gate, le jeu débutant après la capture et l’emprisonnement du personnage principal et de ses compagnons par le mage Irenicus. L'action se déroule principalement dans la cité d'Athkatla, capitale du pays d'Amn, située au sud de la Porte de Baldur. Le jeu utilise le moteur de jeu Infinity Engine, créé pour Baldur's Gate et utilisé dans d'autres jeux développés par Black Isle comme Planescape: Torment et Icewind Dale.
À sa sortie, le jeu est acclamé par la presse spécialisée, les sites GameSpy, GameSpot et IGN lui décernant notamment le titre de jeu vidéo de rôle de l'année. Il connaît un important succès commercial avec plus de deux millions d'exemplaires vendus à ce jour. Depuis le 21 septembre 2001, le jeu bénéficie d'une extension, baptisée Baldur's Gate II: Throne of Bhaal. Développée par BioWare, celle-ci introduit notamment un nouveau donjon et marque la fin de la saga racontée dans les deux Baldur's Gate et leurs extensions. Une version améliorée du jeu, baptisée Baldur's Gate II: Enhanced Edition, est également publiée le 15 novembre 2013. En 2019, le studio belge Larian Studios annonce travailler sur un troisième opus à la série, Baldur's Gate III.

#### Baldur's GateIII
Baldur's Gate III est un jeu vidéo de rôle développé par Larian Studios et dévoilé en 2019 et sorti en accès anticipé le 6 octobre 2020 sur plateforme PC et Stadia. Comme ses prédécesseurs, il se déroule dans l'univers de fiction médiéval-fantastique des Royaumes oubliés, un décor de campagne du jeu de rôle Donjons et Dragons.
Prenant place à peu près 124 ans après Baldur's Gate 2, le jeu met en scène un protagoniste entièrement personnalisable qui doit faire face à l'influence grandissante d'une secte nommée "Culte de l'Absolue" tout en cherchant un remède à un parasite qu'un Flagelleur Mental lui a inoculé. 
Le jeu rencontre un succès critique et commercial important à sa sortie, gagnant même entre autres le titre de "Jeu de l'année" par les Game Awards 2023 et aux Golden Joystick Awards.

### Série dérivée

#### Baldur's Gate: Dark Alliance
Baldur's Gate: Dark Alliance est un jeu vidéo édité par Interplay Entertainment et développé par Snowblind Studios, il est plutôt axé sur l'action et l'aventure que sur le côté jeu de rôle de ses prédécesseurs.
Le jeu sort le 14 décembre 2001 sur PlayStation 2 dans une version française intégrale, se jouant en solitaire, ou à deux. Les versions Xbox et GameCube sortent en 2003, et la version Game Boy Advance sort en 2004, elle est réalisée par le studio français Magic Pockets.

#### Baldur's Gate: Dark AllianceII
Baldur's Gate: Dark Alliance II est un jeu vidéo sorti sur PlayStation 2 en 2004. Il s'agit de la suite de Baldur's Gate: Dark Alliance développé par Snowblind Studios.

### Remakes

#### Baldur's Gate: Enhanced Edition
Baldur's Gate: Enhanced Edition est un remake du premier Baldur's Gate et de son extension Tales of the Sword Coast. Le jeu est sorti en France le 28 novembre 2012 et n'est proposé qu'en téléchargement pour PC, iOS, Android et Linux et en édition physique sur consoles PS4 et Switch. Le jeu est développé par Overhaul Games, une division de Beamdog. Le jeu a été édité par Atari. La sortie du jeu était originellement prévue en septembre 2012 mais a été finalement repoussée par Beamdog en novembre 2012 pour ajouter de nouveaux contenus. Cette édition fait l'objet d'une extension, Siege of Dragonspear, sortie en 2016.

#### Baldur's GateII: Enhanced Edition
Baldur's Gate II: Enhanced Edition est un remake du second jeu de la série principale, Baldur's Gate II et de son extension Throne of Bhaal. Il est annoncé le 15 mars 2012 et publié le 15 novembre 2013.

### Extensions

#### Baldur's Gate: Tales of the Sword Coast
Le premier jeu de la série principale Baldur's Gate bénéficie d'une extension en 1999, baptisée Baldur's Gate: Tales of the Sword Coast et développée par BioWare.

#### Baldur's GateII: Throne of Bhaal
Baldur's Gate II bénéficie d'une extension en 2001, baptisée  Baldur's Gate II: Throne of Bhaal.

#### Baldur's Gate: Siege of Dragonspear
Le remake Baldur's Gate: Enhanced Edition publié en 2012 bénéficie quant à lui de sa propre extension intitulée Baldur's Gate: Siege of Dragonspear, développée par Beamdog et parue en 2016.

## Accueil
| Jeux                                    | GameRankings                                | Metacritic                                  |
| --------------------------------------- | ------------------------------------------- | ------------------------------------------- |
| Baldur's Gate                           | 92 %                                        | 91 %                                        |
| Baldur's Gate: Tales of the Sword Coast | 85 %                                        | –                                           |
| Baldur's Gate II: Shadows of Amn        | 94 %                                        | 95 %                                        |
| Baldur's Gate II: Throne of Bhaal       | 89 %                                        | 88 %                                        |
| Baldur's Gate: Dark Alliance            | (PS2) 84 % (Xbox) 83 % (GC) 78 % (GBA) 71 % | (PS2) 87 % (Xbox) 83 % (GC) 79 % (GBA) 76 % |
| Baldur's Gate: Dark Alliance II         | (PS2) 81 % (Xbox) 79 %                      | (PS2) 78 % (Xbox) 77 %                      |
| Baldur's Gate: Enhanced Edition         | (PC) 78 % (iOS) 72 %                        | (PC) 78 % (iOS) 73 %                        |
| Baldur's Gate II: Enhanced Edition      | (PC) 77 % (iOS) 71 %                        | (PC) 78 % (iOS) 70 %                        |
| Baldur's Gate: Siege of Dragonspear     | (PC) 76 %                                   | (PC) 77 %                                   |
| Baldur's Gate III                       | -                                           | (PC) 96 % (PS5) 96 % (Xbox Serie X) 99 %    |

La série principale comme la série dérivée connaissent un succès critique et commercial.

## Adaptation
En juin 1999, un roman intitulé Baldur's Gate est adapté du premier jeu de la franchise, par Philip Athans, édité par Wizards of the Coast.